# Michaelnbach
Michaelnbach là một đô thị ở huyện Grieskirchen bang Oberösterreich, nước Áo. Đô thị này có diện tích 12,16 km², dân số thời điểm ngày 31 tháng 12 năm 2005 là 1267 người.